# Porphyropsin
Porphyropsin bezeichnet bestimmte Sehpigmente in manchen Zweiseitentieren. Die Netzhaut kann unterschiedliche Cofaktoren in das Opsin der Stäbchen einbauen, um ein vollständiges Sehpigment herzustellen. So kommt es, dass in Süßwasserfischen und vielen Amphibien teilweise 11-cis-3,4-Dehydroretinal an Stelle von 11-cis-Retinal verwendet wird, je nach Aktivität eines Enzyms (Retinal-3,4-Dehydrogenase). Dieses Porphyropsin genannte Pigment hat einen unterschiedlichen Sensibilitätsbereich im Vergleich zu Rhodopsin.
In diesem Zusammenhang steht der Begriff für die Verbindung eines Skotopsins mit 3,4-Dehydro-11-cis-retinal, kurz Retinal 2. Eine chemisch davon eindeutig unterscheidbare Struktur, die Verbindung des L-Photopsins mit 11-cis-Retinal, kurz Retinal 1, heißt bei vielen Fachautoren ebenfalls Porphyropsin. In diesen beiden unterschiedlichen Bedeutungen ist mit Porphyropsin jeweils das Sehpigment als Ganzes gemeint und nicht etwa nur sein Proteinanteil. Der Artikel Opsin enthält eine grobe Übersicht der gebräuchlichen Begriffe, die auf das Wort -opsin enden.
Auch in Wirbellosen wurde 3,4-Dehydroretinal nachgewiesen.